# Kardynałowie z nominacji Lucjusza III
Papież Lucjusz III (1181-1185) mianował 15 nowych kardynałów:

## Nominacje 22 maja 1182
- Pedro de Cardona, arcybiskup elekt Toledo, subdiakon S.R.E., opat Husillos – kardynał prezbiter S. Lorenzo in Damaso, zm. 26 czerwca 1182
- Hugo Etherianus – kardynał diakon S. Angelo (22 maja 1182), zm. w sierpniu 1182

## Nominacje 18 grudnia 1182
- Uberto Crivelli, archidiakon Mediolanu – kardynał prezbiter S. Lorenzo in Damaso; od 9 stycznia 1185 także abp Mediolanu; od 25 listopada 1185 papież Urban III, zm. 20 października 1187
- Soffredo CanReg, kanonik kapituły w Pistoia – kardynał diakon S. Maria in Via Lata, następnie kardynał prezbiter S. Prassede (20 lutego 1193), zm. 14 grudnia 1210
- Bobo – kardynał diakon S. Angelo, następnie kardynał prezbiter S. Anastasia (12 marca 1188), kardynał biskup Porto e S. Rufina (maj 1189), zm. 1189
- Ottaviano di Paoli, subdiakon S.R.E. – kardynał diakon Ss. Sergio e Bacco, następnie kardynał biskup Ostia e Velletri (maj 1189), zm. 5 kwietnia 1206.
- Gerardo CanReg, kanonik kapituły w Lukce, kamerling św. Kościoła Rzymskiego – kardynał diakon S. Adriano, zm. 1208
- Albino CanReg – kardynał diakon S. Maria Nuova, następnie kardynał prezbiter S. Croce in Gerusalemme (16 marca 1185), kardynał biskup Albano (maj 1189), zm. 1196
- Pandolfo Roberti CanReg, kanonik kapituły w Lukce – kardynał prezbiter Ss. Apostoli, zm. 1210

## Nominacja w 1184
- Thibaud de Vermandois OSBCluny, opat Cluny – kardynał biskup Ostia e Velletri, zm. 4 listopada 1188

## Nominacje 16 marca 1185
- Melior OSBVall, kamerling św. Kościoła Rzymskiego – kardynał prezbiter Ss. Giovanni e Paolo, zm. 1197
- Adelardo Cattaneo, kanonik kapituły w Weronie – kardynał prezbiter S. Marcello, następnie kardynał i biskup Werony (listopad 1188), zm. 1214
- Rolando, subdiakon S.R.E., biskup elekt Dol-de-Bretagne – kardynał diakon S. Maria in Portico, zm. 18 grudnia (?) 1187
- Pietro Diana, subdiakon S.R.E., prepozyt kolegiaty S. Antonino w Piacenzy – kardynał diakon S. Nicola in Carcere, następnie kardynał prezbiter S. Cecilia (12 marca 1188), zm. 1207
- Radulf Nigellus – kardynał diakon S. Giorgio, następnie kardynał prezbiter S. Prassede (12 marca 1188), zm. 30 grudnia 1188